# Pardosa palliclava
Pardosa palliclava este o specie de păianjeni din genul Pardosa, familia Lycosidae. A fost descrisă pentru prima dată de Strand, 1907.
Este endemică în Sri Lanka. Conform Catalogue of Life specia Pardosa palliclava nu are subspecii cunoscute.